# Mecothrix vidoti
Mecothrix vidoti is een vlinder uit de familie van de visstaartjes (Nolidae). Deze soort is voor het eerst wetenschappelijk beschreven als Celama vidoti door Henry Legrand in een publicatie uit 1966.
De soort komt voor in de Seychellen (Cosmoledo, Aldabra).